# Anton von Prokesch-Osten

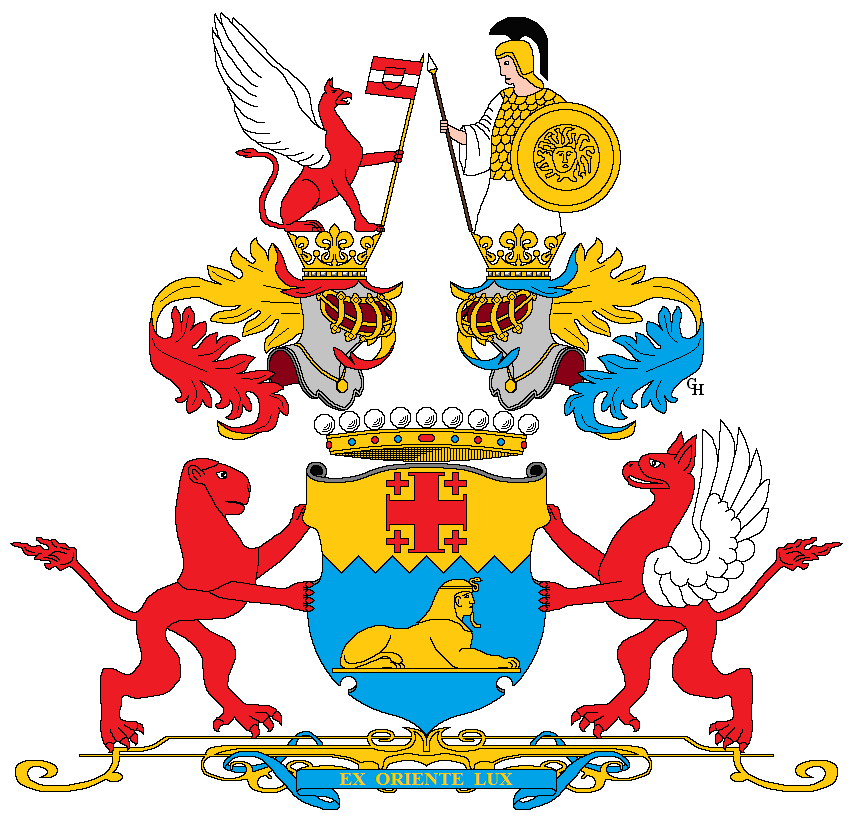
Prokesch-Osten (1871)

Anton von Prokesch-Osten (Graz, 10 dicembre 1795 – Vienna, 26 ottobre 1876) è stato un diplomatico, politico, numismatico e militare austriaco.

## Biografia
Anton von Prokesch fu un uomo di grande versatilità, la cui poliedrica carriera prima come soldato, poi come diplomatico e statista, fu una delle più notevoli d'Austria nel XIX secolo.
Partecipò alla guerra contro la Francia del 1813-1814 e nel 1815 in qualità di ufficiale agli ordini dell'arciduca Carlo, poi insegnò matematica in una scuola militare, prima di diventare, nel 1818 al 1820, segretario del maresciallo Karl Philipp Schwarzenberg. In seguito entrò a far parte del corpo diplomatico su indicazione del principe Klemens von Metternich. Dal 1824 fu inviato in missione nel Medio Oriente per osservare vari conflitti a partire dalla Guerra d'indipendenza greca. Questa nomina costituì un punto di svolta nella sua carriera.
Divenne un'autorità nel campo delle lingue e delle culture del Medio Oriente. Inoltre, numerose pubblicazioni scientifiche fecero di lui uno dei più rispettati orientalisti in Europa. Allo stesso tempo, le sue relazioni sulla situazione politica gli valsero il sostegno del Metternich. Come un Capo di Stato Maggiore della Marina dal 1827 firmò la Convenzione per i cristiani in Terra Santa con il Pascià di ʿAkkā in 1829. In riconoscimento dei suoi servizi gli fu conferito il titolo di Ritter von Osten (Cavaliere d'Oriente) in 1830. Lo stesso anno conobbe a una cena, il Duca di Reichstadt, il figlio di Napoleone I, che aveva letto il suo lavoro sulla Battaglia di Waterloo e ne era rimasto entusiasta. Prokesch rimase un amico del duca fino alla sua morte nel 1832. Le memorie di Prokesch, pubblicate postume nel 1878, costituiscono in pratica la sola testimonianza disponibile sulla vita del Duca di Reichstadt alla corte di Vienna, non verificabile alla luce di altre fonti.
Nel 1831 Prokesch si stabilì a Bologna come Capo di Stato Maggiore dell'esercito austriaco. Nel 1833, contribuì alla firma di una pace tra il viceré Mehmet Ali, pascià d'Egitto, ed il sultano ottomano Mahmud II al Il Cairo. Fu ambasciatore ad Atene nel periodo 1834-1849.
Nel 1849 Felix Schwarzenberg nominò Anton von Prokesch ambasciatore a Berlino (1849-1852), con la missione di ristabilire l'influenza dell'Austria in Germania, indebolita dopo le rivoluzioni del 1848.
Sulla strada per Berlino, credette che fosse possibile ripristinare l'intesa che c'era tra l'Austria e la Prussia e che aveva permesso ai due Stati a dominare la Confederazione germanica dopo il 1815.
Tuttavia, si rese subito conto che Federico Guglielmo ed il suo ministro favorito, Joseph von Radowitz, puntavano alla creazione di un Impero tedesco sotto l'egemonia della Prussia.
Prokesch era pronto a favorire un ampliamento limitato della Prussia nel nord della Germania, ma capì che non riusciva a conciliare le ambizioni prussiane con gli interessi dell'Austria e degli altri Stati della Germania.
Isolato, spesso partendo da Vienna senza istruzioni, si rivolse a Metternich. Di fronte all'indifferenza di Schwarzenberg, che era preoccupato di altre questioni, Prokesch e i suoi colleghi austriaci stabilirono una rete informale per scambiare informazioni e coordinare le loro azioni. Dal suo esilio a Bruxelles, dove rimase dopo la rivoluzione del 1848, Metternich aveva accettato volentieri di consigliare i suoi ex-subalterni, così avrebbe potuto lavorare per lo sviluppo di una influenza austriaca negli affari tedeschi.
Il restauro completo del regime confederato devono essere accreditati molto agli sforzi di Prokesch, ma la sua vigorosa difesa del ruolo tradizionale dell'Austria in Germania lo rese impopolare a Berlino.
Nel 1853, fu richiamato e inviato a Francoforte, in qualità di rappresentante dell'Austria alla Dieta federale.
Nominato a presiedere questo incontro, per due anni dovette fronteggiare gli intrighi e le tattiche ostruzionistiche del suo collega prussiano Otto von Bismarck.
Durante la guerra di Crimea, propose senza successo la mobilitazione dell'esercito contro i russi, dato che Bismarck sapeva come impedirlo. Fu lì che, nel 1854, fece amicizia con Joseph Arthur de Gobineau.
Nel 1855 fu nominato ambasciatore alla Sublime porta, dove rimase per sedici anni. Alla sua partenza, nel 1871, l'imperatore Francesco Giuseppe I gli concesse il titolo ereditario di conte nel riconoscimento dei sessanta anni di onorato servizio.
Fu membro delle Accademie delle scienze di Berlino e di Vienna e aveva una grande collezione di monete che fu acquistata nel 1875 dal Museo di Berlino.
L'architetto Theophil von Hansen è l'autore del mausoleo costruito sopra la sua tomba nel cimitero di San Leonhard, a Graz.

## Pubblicazioni scelte
- (DE) Über den Feldzug 1814, Vienna, 1823.
- (DE)  Erinnerungen aus Ägypten und Kleinasien, Vienna 1829–1831, 3 volumi.
- (DE) Das Land zwischen den Katarakten des Nils, Vienna, 1831.
- (DE)  Reise ins Heilige Land, Vienna 1831.
- (DE)  Denkwürdigkeiten und Erinnerungen aus dem Orient, Stuttgart 1836–1837, 3 volumi.
- (DE)  Geschichte des Abfalls der Griechen vom türkischen Reich im Jahre 1821, Stoccarda 1867, 6 volumi.
- (DE)  Mehmet Ali, Vizekönig von Ägypten, aus meinem Tagebuch 1826–1841, Stoccarda 1877.
- (DE)  Kleine Schriften, Stoccarda 1842–1844, 7 volumi.
- (DE)  Mein Verhältniß zum Herzog von Reichstadt, Stoccarda, 1878.